# Andreas Martens

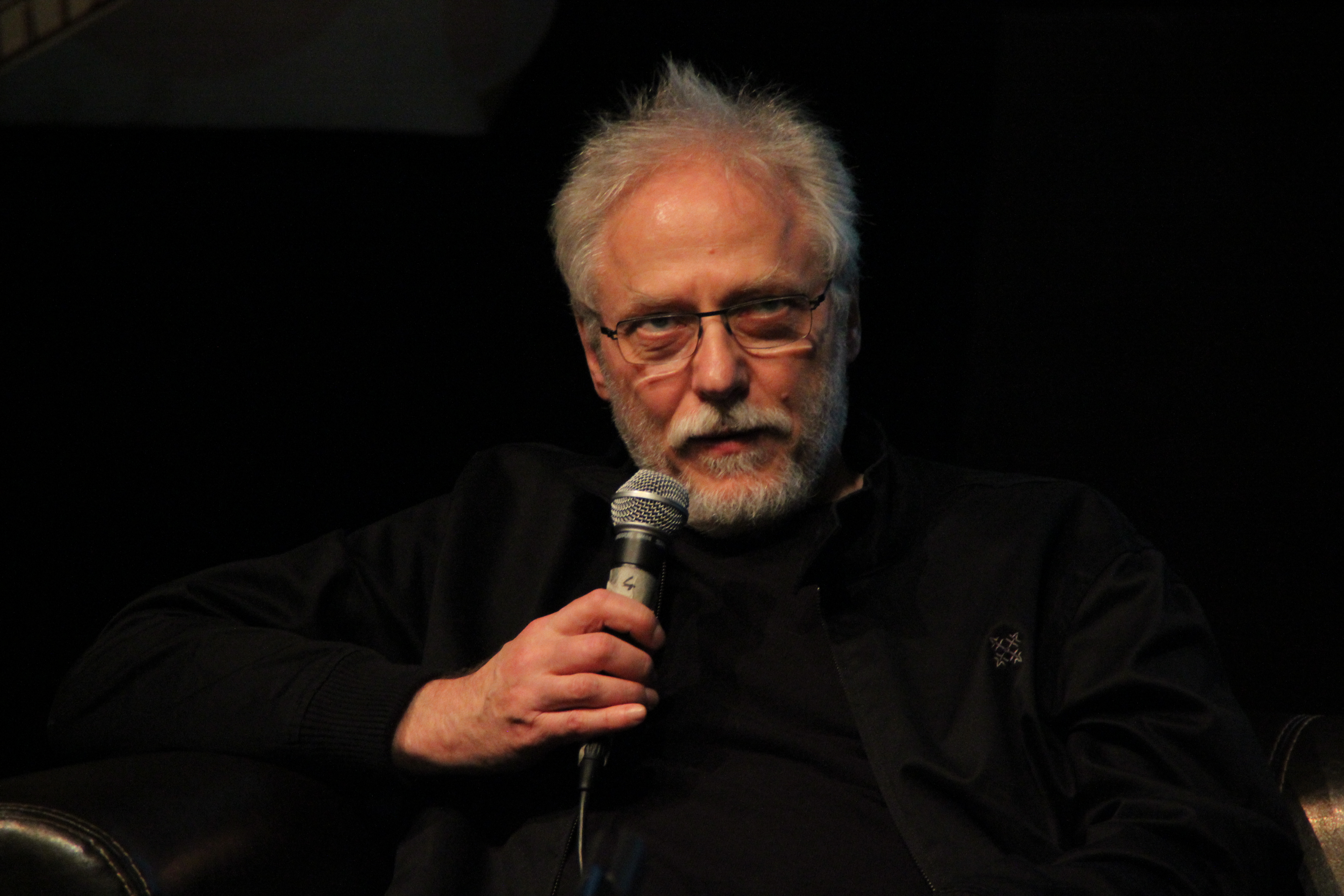
Andreas Martens

Andreas Martens (Weißenfels, 3 januari 1951) is een Duitse striptekenaar en -scenarist. Hij woont en werkt in Frankrijk en publiceert onder de naam Andreas.

## Jeugd
Andreas is geboren in het voormalige Oost-Duitsland. Toen hij negen was, weken zijn ouders uit naar West-Duitsland. Daar maakte hij kennis met strips als Johan en Pirrewiet, Robbedoes, Asterix en Lucky Luke. Hij volgde les aan de Academie voor Schone Kunsten van Dusseldorf. Daarna volgde hij de driejarige stripopleiding aan de St. Lucas academie in Brussel. Hij is medewerker geweest van de striptekenaar en schrijver Eddy Paape, voor wie hij onder andere aan Luc Orient meewerkte.

## Primaire bibliografie

### Reeksen
- Arq (18 delen verschenen), een reeks van drie cycli van elk zes delen, waarbij elke cyclus in een ander formaat is uitgevoerd
- Capricornus (20 delen verschenen), uitgegeven bij Sherpa (deel 1 t/m 5) en Le Lombard (deel 6 t/m 10), een afdeling van de groep Dargaud. Vanaf deel 11 was de reeks aanvankelijk alleen in het Frans uitgegeven, maar Sherpa besloot om vanaf 2012 ook de delen 11 tot en met 20 in het Nederlands uit te geven. Het bijzondere van het twaalfde deel is, dat er geen woorden in staan, waardoor een vertaling overbodig is. Het is ook langer dan gewoonlijk. Deze serie lijkt een spin-off van album 5 uit de reeks Rork genaamd 'Capricornus', maar in werkelijkheid heeft Andreas 'Capricornus' in Rork getest.
- Cromwell Stone (3 delen), als bundel herdrukt
- Mobilis (scenario, tekeningen: Christian Durieux) (3 delen)
- Rork (7 delen + 1 extra deel), uitgegeven door Lombard.

### Losse albums
- Dreigende jaargetijden
bundel van twee verhalen op scenario van Andreas met tekeningen van Berthet. Beide verhalen zijn fantastische literatuur: het eerste sciencefiction, het tweede humoristisch magisch-realisme.
- Fantalia
magisch-realistisch woordenloos album met tekeningen van een volle pagina, verschenen in een oplage van slechts 550 exemplaren en onder meer daardoor een zeer gezocht verzamelobject geworden
- Raffington Event 
belevenissen van een detective die paranormale en buitengewone zaken onderzoekt, een spin-off van Rork, waarin deze detective voorkomt in deel 2, 'Doorgangen'
- Cyrrus-Mil (tweeluik) 
fantastisch verhaal met tijdparadoxen, waarin Andreas voor de eerste keer de numerieke kubus gebruikt
- De grot der herinnering 
gebaseerd op Bretonse en Keltische legenden
- De rode driehoek
eerbetoon aan de Amerikaanse architect Frank Lloyd Wright, die onder meer het Guggenheim-museum ontworpen heeft. Als groot bewonderaar gebruikt Andreas hier de ontwerpen van deze beroemde architect als achtergrond van het verhaal.
- Postume onthullingen
- Coutoo
- Reizigers
- Styx (scenario, tekeningen Foerster)
- Quintos (scenario, tekeningen Andreas, inkleuring Isa Cochet)
realistisch verhaal dat zich afspeelt tijdens de Spaanse burgeroorlog
- Donjon: Monsters 3: Een kaart van groot belang
(scenario: Joann Sfar & Lewis Trondheim, tekeningen: Andreas, inkleuring: Walter), eenmalige medewerking van Andreas aan de reeks Donjon van Sfar en Trondheim
  - L'argentine
(scenario: Andreas, tekeningen: Andreas, inkleuring: Isa Cochet)

## Secundaire bibliografie
- De fantastische werelden van Andreas, door Yves Lacroix en Philippe Sohet, 1997, Sherpa

## Prentenboek
- Rork: De vergetenen (illustraties en een aantal korte verhalen), 1999, Sherpa